# Хејстингс
Хејстингс (енгл. Hastings) је град у Уједињеном Краљевству у Енглеској. Према процени из 2007. у граду је живело 90.570 становника.

## Становништво
Према процени, у граду је 2008. живело 90.570 становника.
| 1981.  | 1991.  | 2001.  |
| ------ | ------ | ------ |
| 74,979 | 81,139 | 85,828 |